# 乌尔里希·奥克辛本

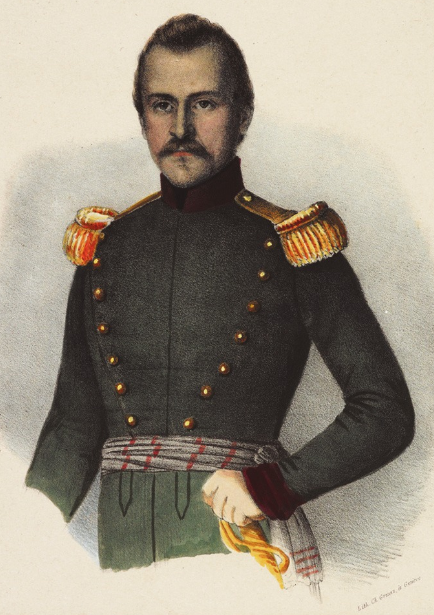
烏爾里希·奧克辛本

烏爾里希·奧克辛本（Ulrich Ochsenbein，1811年11月24日—1890年11月3日）是一位瑞士政治家，1848年《瑞士聯邦憲法》訂定後的首屆聯邦委員會委員。在1854年12月31日因遭投票表決去職，是目前為止少數因此方式而離任的聯邦委員之一。

## 外部連結
- 乌尔里希·奥克辛本在線上《瑞士歷史辭典》中的德文、法文或版詞條。
  - http://www.nzz.ch/dossiers/nzz1847/nzz1847_970203.html（页面存档备份，存于）
  - http://www.zuerich98.ch/woche42_l02.html （页面存档备份，存于）
  - https://web.archive.org/web/20031211042117/http://www.stub.unibe.ch/extern/hv/gkb/ii/zwei.html